# 율곡로 (강릉시)
율곡로(Yulgok-ro)는 강원특별자치도 강릉시 옥계면 낙풍리와 죽헌동 죽헌 교차로를 잇는 강원특별자치도의 도로이다. 2004년 동해고속도로 2차선 구간이 고속도로 지정에서 해제되어 2005년 2월 16일 국도 제7호선이 이설하기 전까지 국도 제7호선에 해당했다.

## 주요 경유지
강원특별자치도
- 강릉시 (옥계면 - 강동면 - 강남동 - 성덕동 - 강남동 - 중앙동 - 옥천동 - 교동 - 경포동)

## 노선
| 이름                            | 접속 노선                     | 소재지 | 비고 |
| ------------------------------- | ----------------------------- | ------ | ---- |
| (낙풍1교)                       | 국도 제7호선 (동해대로)       | 옥계면 |      |
| 밤재                            |                               | 옥계면 |      |
| 강동면                          |                               |        |      |
| 정동삼거리                      | 미상 (헌화로)                 |        |      |
| 하슬라아트월드 등명낙가사       |                               |        |      |
| 안인피임터널                    |                               |        |      |
| 통일공원함정전시관 강릉통일공원 |                               |        |      |
| 안인삼거리                      | 안인일출길                    |        |      |
| 군선교(군선천)                  |                               |        |      |
| 해돋이전원마을                  |                               |        |      |
| 모전삼거리                      | 단경로                        |        |      |
| 모전교차로                      | 국도 제7호선 (동해대로)       |        |      |
| 시동교                          |                               |        |      |
| 상시동교차로 (강동면사무소)     | 와천로 시동서당길 시동길      |        |      |
| 하시동교차로                    | 시동서당길                    |        |      |
| 여정교차로                      | 풍호길 율곡로                 |        |      |
| 비행장교차로                    | 독성길 월호평길               | 동지역 |      |
| 섬석교 (섬석천)                 |                               | 동지역 |      |
| 섬석교차로                      | 유산로                        | 동지역 |      |
| 회전교차로                      | 남부로                        | 동지역 |      |
| 회전교차로                      | 입암로                        | 동지역 |      |
| 강원영동병무지청                |                               | 동지역 |      |
| 강릉교사거리                    | 강변로                        | 동지역 |      |
| 강릉교 (남대천)                 |                               | 동지역 |      |
| 성남사거리                      | 중앙시장2길 수문길            | 동지역 |      |
| 옥천오거리                      | 국도 제35호선 (경강로) 옥가로 | 동지역 |      |
| 임당사거리 (말나눔터공원)       | 강릉대로                      | 동지역 |      |
| 이명교차로 (황영조기념공원)     | 임명로 율곡로                 | 동지역 |      |
| 이명교차로                      | 화부산로                      | 동지역 |      |
| 율곡교차로                      | 가작로                        | 동지역 |      |
| 경포사거리                      | 경포로                        | 동지역 |      |
| 죽헌교차로 (춘천지법강릉지원)   | 국도 제7호선 (동해대로)       | 동지역 |      |